# 千葉市立瑞穂小学校
千葉市立瑞穂小学校（ちばしりつ みずほしょうがっこう）は、千葉県千葉市花見川区瑞穂1丁目にある公立小学校。通称は「瑞穂小」。

## 沿革
出典
- 1998年（平成10年）
  - 4月1日 - 花園小学校より分離し、千葉市118番目の小学校として開校。
  - 4月6日 - 開校式と最初の始業式挙行。花園小学校より2～6学年児童90名、他校からの転入生18名をもって、スタートを切った。
  - 4月8日 - 第1回入学式挙行。最初の新入生は37名。この時点の学級数6学級・児童数145名。
- 1999年（平成11年）3月19日 - 第1回卒業証書授与式挙行。最初の卒業生は19名。
- 2006年（平成18年）4月5日 - はすのみ学級開設。
- 2008年（平成20年）2月16日 - 創立10周年記念式典挙行。

## 通学区域と進学先中学校
出典

### 通学区域
- 瑞穂1丁目
- 瑞穂2丁目
- 瑞穂3丁目

### 進学先中学校
- 千葉市立花園中学校

## 周辺
花見川区中心部に位置する。
- 千葉市花見川区役所
  - 千葉市立みずほハスの花図書館
- 千葉市花見川保健福祉センター
- 千葉市立しらさぎ公園
  - 大賀ハス蓮池
- 花見川千本桜緑地
  - 上記4施設は、本校と敷地が隣接。
- 花見川
- サミット花見川区役所前店
- 花見川区役所前郵便局

## 交通
- 千葉シーサイドバス・京成バスで、「花見川区役所前」停留所下車後、学校正門まで、
  - 千葉シーサイドバスのりばから、徒歩約275m・約4分。
  - 京成バスのりばから、徒歩約305m・約5分。